# Pascual Benjamín Rivera Montoya
Pascual Benjamín Rivera Montoya TOR (ur. 17 maja 1964 w Ayotla) – meksykański duchowny katolicki posługujący w Peru, misjonarz, biskup-prałat Huamachuco od 2021. W latach 2019–2021 administrator apostolski sede vacante et ad nutum Sanctae Sedis Huamachuco. 

## Życiorys

### Prezbiterat
Święcenia kapłańskie otrzymał 5 lipca 1992 jako członek Trzeciego Zakonu Regularnego św. Franciszka. Pracował w parafiach archidiecezji meksykańskiej, był też wikariuszem biskupim dla Wikariatu III. W zakonie pełnił funkcje wikariusza, radnego i ekonoma prowincji, był też radnym i prokuratorem generalnym.
26 lipca 2019 został mianowany administratorem apostolskim sede vacante et ad nutum Sanctae Sedis prałatury terytorialnej Huamachuco.

### Episkopat
30 marca 2021 papież Franciszek mianował go biskupem-prałatem Huamachuco. Sakry biskupiej udzielił mu 6 maja 2021 arcybiskup Héctor Miguel Cabrejos Vidarte.